# 일본 문부성

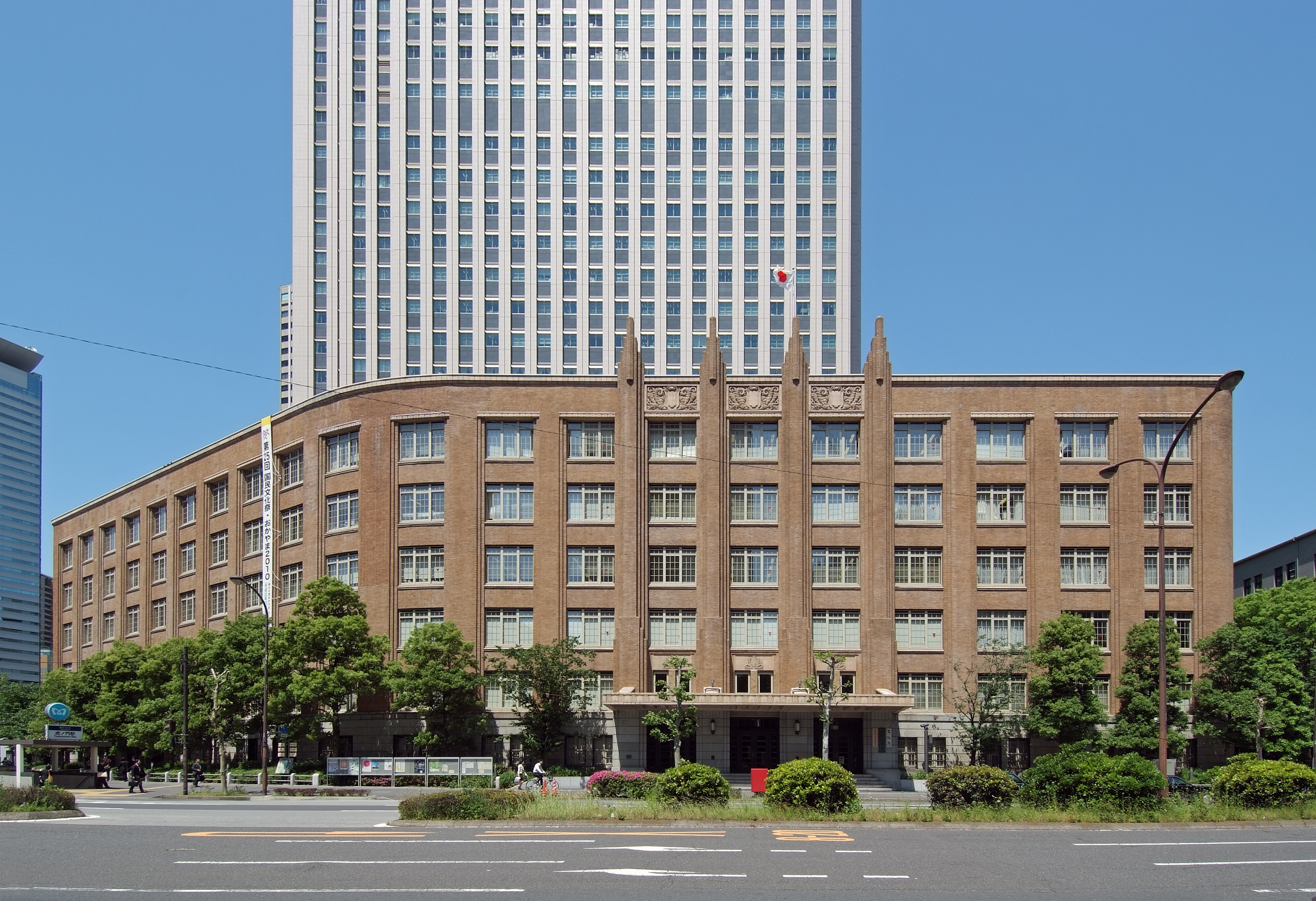

문부성(일본어: 文部省 몬부쇼[*], Ministry of Education, Science and Culture)은 일본의 행정기관이었다.

## 같이 보기
- 문부대신
- 문부과학성